# Aquiles (1754)
El Aquiles fue un navío de línea de dos cubiertas y con portas para 74 cañones nominales, perteneciente a la clase Firme y botado para la Armada española en 1754. Como todos los navíos de nombre no religioso, se puso bajo la advocación de un santo, en este caso San Román. De acuerdo con los estándares británicos el buque quedaba categorizado como navío de línea de tercera clase. Como buque de registro portó el nombre de Santiago Apóstol, rol que desempeñó entre 1770 y 1780 y nuevamente de 1783 hasta 1793, año en que fue capturado.

## Construcción
El barco fue encargado en el Arsenal de la Carraca en Cádiz, donde se le colocó la quilla el 16 de mayo de 1752, iniciándose los trabajos simultáneamente con el Firme. El barco fue botado el 5 de septiembre de 1754, tras haber tenido que abortar la botadura el 19 de agosto anterior por problemas en los amarres. Su construcción fue dirigida por Matthew Mullins, castellanizado como Mateo Mullan. El sistema seguido fue "a la inglesa", establecido por Jorge Juan.

## Historial
En 1755 partió de Cádiz con destino a Ferrol bajo el mando del capitán de navío D. Juan de Soto y Aguilar, que se había hecho cargo del mismo el 31 de marzo de 1755. De mayo de 1755 a 1762, combatió a piratas en las costas de Cádiz. Su misión principal era patrullar por el Golfo de Cádiz, escoltando a otros buques de guerra y mercantes que zarpaban desde La Habana en su tramo final de viaje; inicialmente al mando del capitán de navío Gutierre de Hevia. En julio de 1755 estas acciones de escolta se hicieron formando parte de una escuadra comandada por Joaquín Manuel de Villena y Guadalfajara, con la compañía de los navíos Tigre y Dragón, ya desde el Cabo San Vicente y el Santa María.
En 1760 se hallaba con base en el puerto de Cádiz, al mando de su capitán Hermenegildo de Orbe, entrando en astillero en marzo de 1761 con el fin de ser carenado. Nuevamente se hizo a la mar ese año, al mando del capitán de navío Juan Ignacio de Salaverría, encuadrado en la escuadra de Juan Manuel de Villena. Esta vez su zona de actuación como escolta de convoyes se amplió hasta las Azores, no limitándose al Golfo de Cádiz. El 17 de julio de 1761 se cruzó la línea que une los cabos Espartel y San Vicente en labores contra la piratería, junto con el Glorioso.
El 26 de febrero de 1763 cambió su rol, partió de Cádiz junto con el África, Héctor, el Princesa y los buques mercantes San José y Sol rumbo a La Habana, transportando tropas y provisiones en lo que fue su primera travesía completa por el Atlántico norte, comandando la escuadra José de Zapiaín. El barco regresó a Cádiz el 2 de septiembre de 1765 con la fragata Astrea, la fragata correo Príncipe y un carguero con dos millones de pesos. tras partir de Veracruz el 17 de junio anterior. A la vista de cumplir con éxito su periplo de más de dos años alejado de la península, volvió a zarpar de nuevo en octubre desde Cádiz rumbo a La Habana y Veracruz, esta vez bajo el mando del capitán de navío Joaquín de Zabalza, regresando a Cádiz a tiempo de encontrarse en febrero en astillero, aunque en julio de 1765 aún no había sido iniciado el trabajo por falta de caudales para hacerlo.
En junio de 1767 arribó a Cartagena desde su base de Cádiz al mando del capitán de navío Francisco Espínola. En Cartagena se estimó que debía ser carenado nuevamente, dando un plazo de cinco meses para completar los trabajos. No obstante, y a propuesta de Francisco Gautier, director general de construcciones y carenas y artífice del sistema de construcción francés, el navío Aquiles fue excluido de las listas de la Armada el 7 de agosto de 1770, tras una inspección, siendo desarmado en Cartagena. Este hecho no supuso el fin del barco, sino cambiar su rol por el de buque mercante (buque de registro), llegando a participar en la Guerra de la Independencia de Estados Unidos entre 1779 y 1783.
Ya rebautizado como Santiago Apóstol, zarpó del puerto de Callao el 7 de abril de 1773, arribando a Cádiz el 10 de septiembre con caudales. Nuevamente repitió la travesía y llegó a Cádiz en septiembre de 1776 desde Callao, con más caudales y otros bienes. En enero de 1777 largó velas nuevamente con rumbo al Pacífico, junto con el San Pedro Alcántara, recalando en Callao el 11 de junio de 1777. Para el viaje de regreso fue escoltado por el Astuto, zarpando de Callo el 13 de marzo de 1778 y llegando Cádiz el 10 de septiembre de 1778 al mando del capitán José de Arróspide, con casi millón y medio de pesos de capitales privados.

### Guerra de Indepencia de Estados Unidos
Por Real Orden de 15 de marzo de 1780 se dispuso que varios navíos de registro se armasen ante el nuevo estado de guerra contra el Reino Unido. La idea era incorporarlo a la escuadra al mando del brigadier Antonio Vácaro y partir a norteamérica. Antes de ello, embarco en Callao al virrey del Perú Manuel de Guirior hasta Valparaíso, para su regreso a España, vía Buenos Aires. El rearme se llevó a efecto en Callao el 10 de enero de 1781, mientras se nombraba como comandante del buque al capitán de fragata Benito Jiménez de Guzmán, mientras que Manuel Calvo (que seguía siendo propietario del buque) fue habilitado como teniento de navío por el nuevo virrey del Perú, Agustín de Jáuregui. El 11 de septiembre de 1781 pasó a ser comandado por el capitán de navío Manuel de Eguía, mientras se hallaba destacado en Talcahuano. El 16 de noviembre de 1782, a la vista del desarrollo de la guerra favorable a España, se ordenó a su capitán dirigirse a Callao para proceder a la devolución del buque a su propietario, lo que ocurrió el 15 de enero de 1783, siendo desarmado.
El 25 de marzo de 1785 zarpa de Callao y recala en Cádiz el 29 de julio siguiente, efectuando el viaje de regreso a fines de ese año. El 22 de agosto de 1789 regresó a Cádiz nuevamente desde Callao, con diversos bienes como cobre, cacao y más de 700.000 pesos en caudales. Nuevamente zarpó de Callao rumbo a Cádiz el 10 de noviembre de 1792. En esta travesía salió escoltado por las fragatas Nuestra Señora de las Mercedes y San Francisco de Paula, alias Unión. Esta última logró en Cadiz el 15 de abril de 1793, pero no así el Aquiles, al que sorprendió el estado de guerra contra la Francia revolucionaria declarado el 7 de marzo de 1793.

### Guerra de la Convención y captura
La tripulación del corsario francés General Dumourier, de 22 cañones, capturó el barco el 7 de abril de 1793 tras una batalla de cinco horas, causando 10 muertos y 37 heridos a la tripulación del Aquiles. Pero solo diez días más tarde, el 17 de abril, la tripulación de la fragata de la Marina Real británica HMS Phaeton, al mando del capitán Andrew Snape Douglas, apresó ambos buques a 170 leguas al oeste del Cabo Finisterre, que fueron llevados a Plymouth como botín de guerra. El valor de la carga capturada al Aquiles se estimó en unas 900 000 libras esterlinas de la época, que fueron llevados a la Torre de Londres en 21 carros. Las estimaciones españolas afirmaron que la carga apresada era de una de un valor superior a los cuatro millones de pesos, la mitad en monedas de oro y plata y la otra mitad en diversos bienes.
Esta segundo captura del buque inició un agrio debate entre España y el Reino Unido, que eran potencias aliadas en guerra contra Francia. Aunque en principio el High Court of Admiralty falló en favor de España la restitución del buque y carga, menos un octavo de la misma en concepto de gastos de salvamento, rápidamemente se apeló esta decisión. Finalmente el 4 de febrero de 1795 se falló a favor de su captura arguyendo que la misma se había realizado a un buque francés (habiendo pasado once días desde su apresamiento anterior). Esta sentencia, muy criticada en España, obviaba que había un acuerdo firmado por Manuel Godoy y el embajador británico en España (Lord Saint Helens) que obligaba a restituir las presas realizadas por los franceses a sus legímitos dueños. Estas desaveniencias fueron motivo de la publicación del Manifiesto declarando la guerra al Reino Unido el 7 de octubre de 1796.